# Nils Rosén
Nils Rosén (født 22. maj 1902, død 26. juni 1951) var en svensk fodboldspiller (midtbane).
Rosén spillede på klubplan for Helsingborg i hjemlandet. Han nåede desuden syv kampe for Sveriges landshold, og repræsenterede sit land ved VM 1934 i Italien.